# Arthur Lennox Butler
Arthur Lennox Butler (* 22. Februar 1873 in Mahabaleshwar, Maharashtra, Indien; † 29. Dezember 1939 in Horsham, England) war ein britischer Ornithologe, Naturforscher, Kurator am Selangor Museum und Leiter eines Wildtier-Reservats im Sudan.

## Leben und Wirken
Sein Vater Edward Arthur Butler (1843–1916) diente in der britischen Armee und beschäftigte sich ebenfalls mit der Ornithologie. Seine Mutter war Clara Maria Francis (1854–1912), die der Vater im Jahr 1872 heiratete. Seine jüngeren Brüder hießen Charles Edward Butler (1874–1960) and Harry Francis Butler (1877–1969). Arthur Lennox trat in die Fußstapfen seines Vaters und blieb sein Leben lang ein begeisterter Naturforscher. Er besuchte zunächst die Fauconberg School in Beccles und lehnte eine universitäre Ausbildung ab. Stattdessen ging er 1881 nach Sri Lanka um Teepflanzer zu werden. Schon bald gab er diesen Beruf auf, um professioneller Jäger und Sammler von Vogelbälgen zu werden. Diese verkaufte er an Herbert Walter Marsden (1841–1919) und das naturhistorische Museum in Tring. So bereiste er viele Orte in Indien und den malaiischen Staaten, um dort zu sammeln und seine Beute ans Museum in Tring zu schicken. Im Jahr 1908 heiratete er Ada Rose Ward-Boughton-Leigh (1872–1962). Die Ehe blieb kinderlos.
Im Jahr 1898 wurde er erster Kurator am neu gegründeten Selangor Museum. Zuvor hatte er die Andamanen und Nikobaren besucht und dort eine ordentliche Sammlung zusammen getragen. Die wissenschaftlichen Ergebnisse seiner Reise beschrieb er 1899 in The Journal of the Bombay Natural History Society. Von 1901 bis 1915 leitete er ein Wildschutz-Reservat im anglo-ägyptischen Sudan. Für die Position wählte ihn Herbert Kitchener, 1. Earl Kitchener auf Empfehlung von Major Stanley Smyth Flower aus. Während dieser Jahre konnte Butler zusätzlich zu seinen Aufgaben als Wildhüter viel über die Vogelwelt des Sudan lernen und es war wahrscheinlich die glücklichste Zeit seines Lebens. Er legte eine große Sammlung sudanesischer Vögel an, die er später dem Natural History Museum vermachte. In den Jahren 1905 und 1908 publizierte er zwei wertvolle Artikel über das Gebiet mit den Titeln A Contributions to the Ornithology of the Egyptian Soudan und A Second Contribution to the Ornithology of the Egyptian Soudan in der Fachzeitschrift The Ibis. In Khartum besaß er auch eine erlesene Sammlung lebender Tiere und Vögel. So half er dem Zoo Gizeh und London Zoo oft bei der Beschaffung seltener Vogel- und Säugetierarten.
Im September 1915 trat er von seinem Posten zurück, nachdem er mit dem Nil-Orden für seine Dienste ausgezeichnet wurde und kehrte nach England zurück. Hier ließ er sich am St. Leonard's Park nahe Horsham nieder und frönte seiner Leidenschaft der Jagd und seinen Arbeiten über die Vogelwelt. In diesem Lebensabschnitt begann er mit dem Studium der Kolibris. Hier legte er sich eine schöne Sammlung seltener und schöner Exponate an, die er oft bei den Treffen der British Ornithologists’ Union (BOU), präsentierte. Ebenso führte ihn sein Weg ans Stonyhurst College, wo er bei der Katalogisierung der südamerikanische Sammlung von Charles Waterton (1782–1865) half. Auch war er maßgeblich an der Ermittlung des Verbleibs der Kolibri-Sammlung von George Loddiges (1786–1846) zu Beginn des letzten Jahrhunderts beteiligt. Dank Butlers Bemühungen konnte diese historische Sammlung, die in den Besitz des Enkels George Bowes Loddiges (1873–1935) aus Barnes übergegangen war, später in den Besitz des British Museum gelangen.
Im Winter 1924–1925 reiste Butler mit seiner Frau und Alec Muir nach Trinidad, um Kolibris und andere tropische Vögel in ihren Heimatgebieten zu studieren. Von der Reise übermittelte er gemeinsam mit Muir in The Ibis zwei sehr interessante Berichte über das Nistverhalten der Kupferbürzelamazilien-Unterart (Saucerottia tobaci erythronotos (Lesson, RP, 1829)) und des Urutau-Tagschläfers (Nyctibius griseus (Gmelin, JF, 1789)).
Im Jahr 1932 wurde er schwer krank und konnte keine Treffen der BOU mehr besuchen. Seine Frau kümmerte sich um ihn bis zu seinem Tod.

## Mitgliedschaften
1899 wurde er zum Mitglied der BOU gewählt. Von 1929 bis 1933 diente er als Mitglied des Komitees der BOU und im Jahre 1933 als deren Vizepräsident. Seit 1921 war er Mitglied des British Ornithologists’ Club und wurde 1927 in dessen Komitee gewählt, dem er bis 1930 angehörte. Im Jahr 1928 wurde er ein Associate der American Ornithologists’ Union.

## Erstbeschreibungen von Arthur Lennox Butler
Butler hat (auch zusammen mit anderen Autoren) einige Arten, Unterarten und Hybride die neu für die Wissenschaft waren, beschrieben.

### Arten
Zu den Arten gehören chronologisch u. a.:
- Riesensalangane (Hydrochous gigas (Hartert, E & Butler, AL 1901))

### Unterarten
Zu den Unterarten gehören chronologisch u. a.:
- Gelbhaubenspecht (Picus chlorolophus rodgeri (Hartert, E & Butler, AL, 1898))
- Grünflügelbülbül (Ixos mcclellandii peracensis (Hartert, E & Butler, AL, 1898))
- Schwarzbrauen-Breitrachen (Serilophus lunatus rothschildi Hartert, E & Butler, AL, 1898)
- Rotnacken-Topaskolibri (Topaza pella microrhyncha Butler, AL, 1926)

### Hybride
Zu den Hybriden gehören chronologisch u. a.:
- Eriocnemis söderströmi Butler, AL, 1926 eine Hybride aus Langschwanz-Höschenkolibri (Eriocnemis luciani (Bourcier, 1847)) und Schwarzbauch-Höschenkolibri (Eriocnemis nigrivestis (Bourcier & Mulsant, 1852))

## Dedikationsnamen
George Albert Boulenger ehrte ihn 1900 in den wissenschaftlichen Namen der Butlers Wolfszahnnatter (Lycodon butleri), des Marmor-Engmaulfrosch (Microhyla butleri) und 1912 in dem des Butlers Waldskink (Tytthoscincus butleri). Franz Josef Maria Werner benannte 1907 die Butlers zweiköpfige Schlange (Chilorhinophis butleri) nach ihm. Außerdem widmeten ihm David Armitage Bannerman 1930 die Arabientrappen-Unterart (Ardeotis arabs butleri) und Ernst Hartert 1898 die Rotkopf-Laubsänger-Unterart (Phylloscopus castaniceps butleri).
Bei den ebenfalls nach ihm benannten Namen Anomalospiza butleri Sclater, WL & Mackworth-Praed, CW, 1918 handelt es sich um ein Synonym für die Kuckuckswitwe (Anomalospiza imberbis (Cabanis, JL, 1868)), bei Cinnyris osea butleri Sclater, WL & Mackworth-Praed, CW, 1918 um ein Synonym für die Jerichonektarvogel-Unterart (Cinnyris osea decorsei Oustalet 1905), bei Ptilopachus petrosus butleri Sclater, WL & Mackworth-Praed, CW, 1920 um ein Synonym für die Felsenwachtel-Unterart  (Ptilopachus petrosus brehmi Neumann, 1908), bei Lagonosticta butleri Ogilvie-Grant, WR, 1907 um ein Synonym für die Larvenamarant-Unterart (Lagonosticta vinacea nigricollis Heuglin, 1863), bei Cisticola butleri Ogilvie-Grant, WR, 1907 um ein Synonym für die Rostflügel-Zistensänger-Unterart (Cisticola cantans concolor (Heuglin, 1869)), bei Pyrrhulauda butleri Shelley, GE, 1903 ein Synonym für die Weißstirnlerche-Unterart (Eremopterix nigriceps albifrons Sundevall, CJ, 1850), Columba livia butleri Meinertzhagen, R, 1921 um ein Synonym für die Felsentaube-Unterart (Columba livia schimperi Bonaparte, 1854), bei Upupa butleri Madarász, 1911 um ein Synonym für den Wiedehopf (Upupa epops Linnaeus, 1758) und bei Gehyra butleri Boulenger, GA 1900 um ein Synonym für den Gewöhnlichen Vierkrallengecko (Gehyra mutilata (Wiegmann, 1834)).

## Publikationen (Auswahl)
- mit Ernst Hartert: Mr. Ernst Hartert exhibited the type specimens of the two new birds obtained by Mr. A. L. Butler on the Gunong Ijau, Perak, Malay Peninsula, and characterized them as follows. In: Bulletin of the British Ornithologists' Club. Band 7, Nr. 54, 1898, S. 50–51 (biodiversitylibrary.org).
- mit Ernst Hartert: A few notes on birds from Perak, Malay Peninsula. In: Novitates zoologicae a journal of zoology in connection with the Tring Museum. Band 5, Nr. 4, 1898, S. 506–508 (biodiversitylibrary.org).
- The Birds of the Andaman and Nicobar Island (Part I). In: The Journal of the Bombay Natural History Society. Band 12, Nr. 2, 1899, S. 386–403 (biodiversitylibrary.org).
- The Birds of the Andaman and Nicobar Island (Part II). In: The Journal of the Bombay Natural History Society. Band 12, Nr. 3, 1899, S. 555–571 (biodiversitylibrary.org).
- mit Ernst Hartert: Mr. Ernst Hartert also exhibited a skin of a fine new species of Collocalia discovered by Mr. A. L. Butler in the interior of Selangor. In: Bulletin of the British Ornithologists' Club. Band 11, Nr. 80, 1901, S. 65 (biodiversitylibrary.org).
- A Contributions to the Ornithology of the Egyptian Soudan. In: The Ibis (= 8). Band 5, Nr. 19, 1905, S. 301–401 (biodiversitylibrary.org).
- A Second Contribution to the Ornithology of the Egyptian Soudan. In: The Ibis (= 9). Band 2, Nr. 6, 1908, S. 205–263 (biodiversitylibrary.org).
- Mr. A. L. Butler exhibited a selection of six specimens of the remarkable Humming-bird, Loddigesia mirabilis, known only from a very restricted area in North Peru, and still very scarce in collections. In: Bulletin of the British Ornithologists' Club. Band 45, Nr. 298, 1925, S. 111–113 (biodiversitylibrary.org).
- Mr. A. L. Butler exhibited a Humming-bird from W. Ecuador which he was unable to assign to any known species. In: Bulletin of the British Ornithologists' Club. Band 47, Nr. 309, 1926, S. 62 (biodiversitylibrary.org).
- mit Alec Muir: The Nesting of the Emerald Humming-Bird (Saucerottea tobaci erythronota) in Trinidad. In: The Ibis (= 12). Band 3, Nr. 3, 1925, S. 648–654, doi:10.1111/j.1474-919X.1925.tb02946.x.
- mit Alec Muir: The Nesting of Nyctibius griseus (Gmel.) in Trinidad with photographs. In: The Ibis (= 12). Band 3, Nr. 3, 1925, S. 654–659, doi:10.1111/j.1474-919X.1925.tb02947.x.
- Mr. A. L. Butler exhibited some examples of Topaza pella. In: Bulletin of the British Ornithologists' Club. Band 46, Nr. 302, 1926, S. 56–57 (biodiversitylibrary.org).